# 7. новембар
7. новембар (7.11.) је 311. дан године по грегоријанском календару (312. у преступној години). До краја године има још 54 дана.

## Догађаји
- 680 — У Цариграду отпочео са радом Шести васељенски сабор под покровитељством византијског цара Константина IV
- 1185 — Византијски генерал Алексије Врана је нанео тежак пораз Норманима у бици код Деметрича, чиме је окончана норманска инвазија.
- 1659 — Француска и Шпанија закључиле Пиринејски мир, завршен рат две земље избио 1635.
- 1875 — Британски истраживач Вернеј Камерон стигао на атлантску обалу Африке. Први Европљанин који је прешао Африку од обале до обале. На пут кренуо 1873. из Занзибара.
- 1917 — Под вођством Владимира Лењина, лидера бољшевика, у Петрограду почела Октобарска револуција и срушена привремена руска влада Александра Керенског.
- 1940 — Срушио се висећи мост у теснацу Такома, услед резонанције са ветром, отворен 1. јула те године.
- 1944 — Френклин Делано Рузвелт је изабран рекордни четврти пут, за председника САД.
- 1946 — Завршена прва савезна радна акција омладине Југославије, на железничкој прузи Брчко-Бановићи. Око 70.000 младих из целе земље и 2.000 из иностранства за 190 дана изградило пругу дугу 90 km.
- 1956 — Током Суецке кризе, Генерална скупштина Уједињених нација изгласала резолуцију којом је Уједињеном Краљевству, Француској и Израелу наложено да одмах повуку трупе из Египта.
- 1972 — Ричард Никсон други пут изабран за председника САД.
- 1973 — САД и Египат успоставили пуне дипломатске односе, прекинуте после Шестодневног рата 1967, у ком је израелска армија поразила египатске снаге и заузела Синај, подручје Газе и Голанску висораван у Сирији.
- 1983 — Почела је вежба НАТО пакта Моћни стрелац 83, што је совјетско руководство протумачило као увод у напад нуклеарним оружјем.
- 1987 — У Тунису, у државном удару који је предводио премијер Зин ел Абидин ибн Али, оборен Хабиб Бургиба, председник државе од стицања независности 1956. Али је за 84-годишњег лидера, који је 1974. проглашен доживотним председником Туниса, рекао да је исувише сенилан да би владао.
- 1990 — Мери Робинсон на првим председничким изборима после 17 година, постала прва председница Ирске.
- 1996 — У паду нигеријског путничког авиона Боинг 727, око 40 km источно од Лагоса, погинули сви путници и чланови посаде, њих 142.
- 2000 — Председнички избори у САД због спора око резултата довели земљу у политичку кризу без преседана. Одлуком Врховног суда САД 13. децембра за председника изабран републикански кандидат Џорџ Буш Млађи.
- 2001 — Белгијска национална авио-компанија Сабена поднела захтев за банкрот. Прва европска авио-компанија која је то урадила због великих губитака после напада у САД 11. септембра 2001.
- 2002 — У Ирану забрањено рекламирање свих америчких производа.
  - На референдуму на Гибралтару великом већином гласова одбијен британско-шпански план о подели суверенитета над том колонијом, што је изазвало застој у преговорима Лондона и Мадрида.
- 2007 — Пред Хашким трибуналом почело суђење лидеру Српске радикалне странке, Војиславу Шешељу.

## Рођења
- 1867 — Марија Кири, пољско-француска физичарка и хемичарка, добитница Нобелове награде за физику (1903) и хемију (1911). (прем. 1934)[1]
- 1879 — Лав Троцки, руски револуционар, политички теоретичар и политичар. (прем. 1940)
- 1886 — Арон Нимцович, руски шахиста. (прем. 1935)
- 1888 — Чандрасекара Венката Раман, индијски физичар, добитник Нобелове награде за физику (1930). (прем. 1970)
- 1997 — Херман Џ. Манкевиц, амерички сценариста и драматург. (прем. 1953)
- 1903 — Конрад Лоренц, аустријски природњак, добитник Нобелове награде за физиологију или медицину (1973). (прем. 1989)
- 1913 — Албер Ками, француски писац, филозоф и новинар. (прем. 1960)
- 1918 — Дринка Павловић, учесница Народноослободилачке борбе и народни херој Југославије. (прем. 1943)
- 1919 — Капиталина Ерић, српска глумица. (прем. 2009)
- 1926 — Џоун Садерланд, аустралијска оперска певачица. (прем. 2010)
- 1929 — Ерик Р. Кандел, аустријско-амерички неуронаучник и неуропсихијатар, добитник Нобелове награде за физиологију или медицину (2000).
- 1938 — Дејан Ђуровић, српски глумац и радио-ТВ водитељ.
- 1942 — Џин Шримптон, енглески модел и глумица.
- 1943 — Мајкл Берн, енглески глумац.
- 1943 — Џони Мичел, канадска музичарка.
- 1944 — Луиђи Рива, италијански фудбалер. (прем. 2024)
- 1950 — Владислав Богићевић, српски фудбалер и фудбалски тренер.
- 1950 — Линдси Данкан, шкотска глумица.
- 1967 — Давид Гета, француски музичар, музички продуцент и ди-џеј.
- 1968 — Слађана Делибашић, српска певачица и плесачица, најпознатија као чланица групе Ђогани.
- 1970 — Марк Росе, швајцарски тенисер.
- 1976 — Марк Филипусис, аустралијски тенисер.
- 1978 — Рио Фердинанд, енглески фудбалер.
- 1984 — Лана Јурчевић, хрватска певачица.
- 1988 — Александар Долгополов, украјински тенисер.
- 1988 — Тајни Темпа, енглески хип хоп музичар.
- 1990 — Давид де Хеа, шпански фудбалски голман.
- 1990 — Кортни Мари Ендруз, америчка музичарка.
- 1992 — Миа Димшић, хрватска музичарка.
- 1992 — Горан Закарић, босанскохерцеговачки фудбалер.
- 1994 — Милица Николић, српска џудисткиња.
- 1996 — Лорд, новозеландска музичарка.
- 2000 — Калум Хадсон-Одои, енглески фудбалер.

## Смрти
- 1817 — Жан Андре Делик, швајцарски геолог и метеоролог. (рођ. 1727)
- 1919 — Хуго Хасе, немачки политичар и канцелар (рођ. 1863)
- 1962 — Елеонора Рузвелт, америчка књижевница, супруга председника Франклина Делано Рузвелта. (рођ. 1884)[2]
- 1980 — Стив Меквин, амерички глумац. (рођ. 1930)
- 1992 — Александер Дубчек, словачки државник. (рођ. 1921)
- 2005 — Срђан Барић, композитор, музички уредник РТБ-а. (рођ. 1927)
- 2011 — Џо Фрејзер, амерички боксер. (рођ. 1944)
- 2016 — Ленард Коен, канадски кантаутор и песник (рођ. 1934)

## Празници и дани сећања
- Српска православна црква данас прославља
  - Свети мученици Маркијан и Мартирије